# Celso Anderson de Souza
Celso Anderson de Souza (Bom Retiro, 20 de abril de 1927) é um médico e político brasileiro.
Foi vereador de Lages na 6ª legislatura, de 7 de fevereiro de 1967 a 30 de janeiro de 1970, eleito pelo Movimento Democrático Brasileiro (MDB).
Foi vice-prefeito eleito de Lages no mandato de Dirceu Carneiro. Assumiu a prefeitura de 15 de maio de 1982 a 31 de janeiro de 1983.